# Cambra Pirs
La cambra de descompressió Pirs és un mòdul rus de l'Estació Espacial Internacional (ISS). (rus: Пирс, Pirs significa "moll") - també anomenada "Stikovochny Otsek 1" o "SO-1" (rus: Стыковочный отсек, "mòdul d'atracament"). El Pirs és un dels dos compartiments d'atracada russos que havien estat planejats inicialment. Va ser llançat a l'espai l'agost de 2001. Proveeix a la ISS de ports d'atracada addicionals, i permet ingressos per a passejos espacials. Encara que el Pirs és l'única cambra en el segment rus de l'estació, es poden realitzar passejos espacials a través de la cambra Quest en el segment nord-americà d'aquesta.
Està previst que la cambra Pirs es desacobli del port nadir (sota) del mòdul Zvezda per deixar lloc al mòdul laboratori multipropòsit rus, actualment programat pel 2017. Després serà destruït durant la reentrada atmosfèrica i es convertirà en el primer mòdul de la ISS en ser retirat de servei.

## Especificacions
- Longitud: 4,91 metres
- Diàmetre: 2,55 metres
- Pes: 3.580 quilograms
- Volum: 13 metres cúbics